# Travis Scott
Jacques Bermon Webster II (født 30. april 1991 i Houston, Texas), bedre kendt under scenenavnet Travis Scott (tidligere Travi$ Scott), er en amerikansk rapper, sanger, sangskriver og musikproducer.

## Privat
Han begyndte at date Kylie Jenner i april 2017.
Den 1. februar 2018 fødte Scotts kæreste, Kylie Jenner, parrets første barn, en pige.
Jenner fødte deres søn i februar 2022.

## Diskografi
- Owl Pharaoh (2013)
- Days Before Rodeo (2014)
- Rodeo (2015)
- Birds in the Trap Sing McKnight (2016)
- Huncho Jack, Jack Huncho (2017)
- Astroworld (2018)
- JackBoys (2019)
- Utopia (2023)